# Skrynkelkaktus
Skrynkelkaktus (Stenocactus crispatus) är en suckulent växt inom skrynkelkaktussläktet och familjen kaktusväxter.

## Beskrivning
Skrynkelkaktus är småväxta, klotformade eller korta och cylindriska. De är solitära eller klungbildande. Areolerna med sina taggsamlingar sitter ganska långt från varandra på åsarna. De radiära taggarna är fina och de få centrala är i regel tillplattade och tryckta mot plantan. Blommorna, som sällan blir mer än 2,5 centimeter i diameter, varierar i färg från vitt eller gult till rosa. Ofta har varje kronblad en mörkare mittlinje. Frukterna är mycket små, med pappersliknande fjäll på utsidan.

## Förekomst
Dessa växter hör huvudsakligen hemma i de östra delarna av Mexiko, speciellt gäller detta staterna Hidalgo och Zacatecas. De växer alltid i partiell skugga, under buskar, eller ibland nästan osynliga bland gräs.

## Referenser

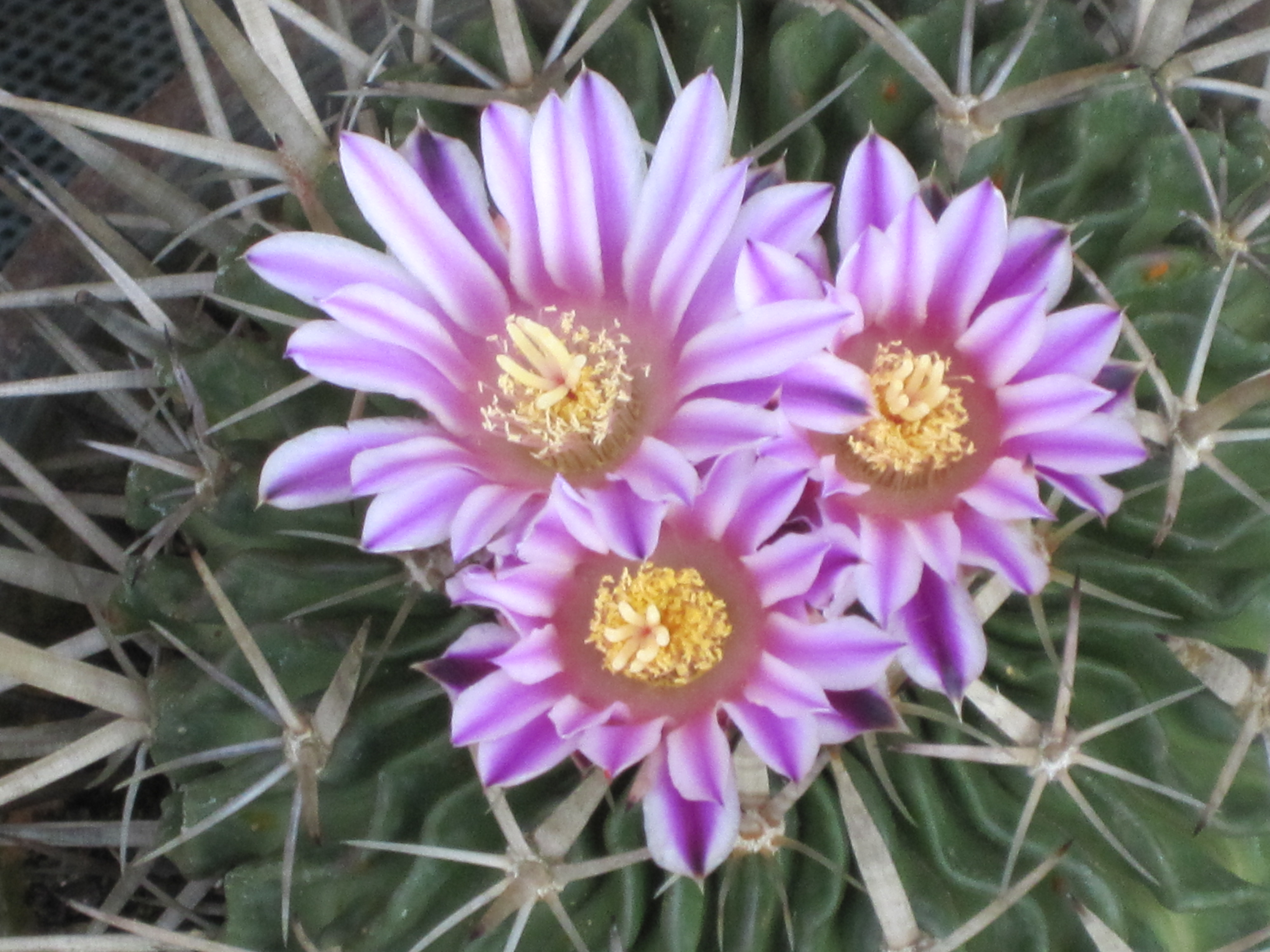
Blomma

## Odling
Skrynkelkaktusen är lättodlad, även om de inte växer snabbt. De trivs bra i en blandning av sand och humus, ungefär lika delar av varje. De kräver normal vattning från vår till höst, och bör odlas under lätt skuggat glas. Arterna med få taggar behöver lite extra skugga under den varmaste tiden på året. På vintern är det tillräckligt med en minimitemperatur på 4-8 °C, om de hålls helt torra.